# Amfreville-la-Mi-Voie
Amfreville-la-Mi-Voie település Franciaországban, Seine-Maritime megyében. Lakosainak száma 3280 fő (2022. január 1.). Amfreville-la-Mi-Voie Bonsecours, Belbeuf, Le Mesnil-Esnard, Saint-Étienne-du-Rouvray és Sotteville-lès-Rouen községekkel határos.

## Népesség
A település népességének változása:
| Lakosok száma | 3250 | 3167 | 3249 | 3273 | 3324 | 3306 | 3299 | 3296 | 3280 |
|               | 2013 | 2015 | 2016 | 2017 | 2018 | 2019 | 2020 | 2021 | 2022 |